# Юра (кантон)
Юра е един от кантоните на Швейцария. Населението му е 70 197 жители (декември 2010 г.), а има площ от 838,55 кв. км. Административен център е град Дьолемон. Официален език е френският. По данни от 2007 г. около 11,80% от жителите на кантона са хора с чуждо гражданство (8195 жители). От жителите в кантона към 2000 г. около 75% са католиците, а 13% са протестантите.